# Sedum stellatum
Sedum stellatum es una planta de la familia de las crasuláceas.

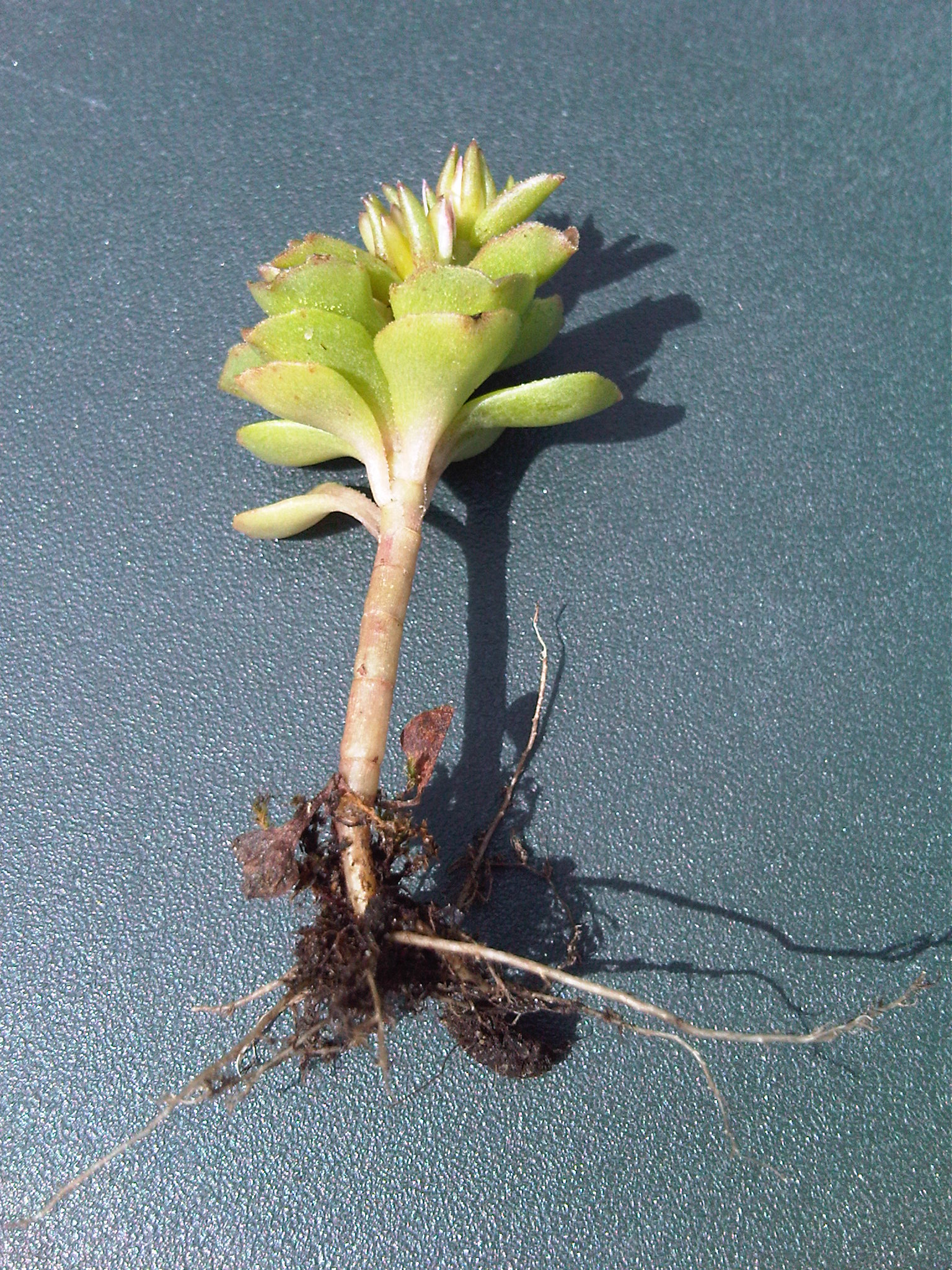
Detalle de la planta

## Descripción
Como las otras especies del género y de la familia, encontraremos a esta especie en zonas pedregosas con poca tierra. Se diferencia con facilidad de las otras especies de Sedum porque es de ciclo anual y tiene las hojas planas y dispuestas en hélice sobre los tallos. Las flores son rosadas y sésiles. Es más frecuente en las zonas de montaña que en las zonas más bajas y secas. Florece a finales de primavera.

## Distribución y hábitat
Tiene una distribución mediterránea, donde se encuentra en los prados terofíticos,  sobre sustratos esqueléticos.

## Taxonomía
Sedum stellatum fue descrita por Carlos Linneo y publicado en Species Plantarum 1: 431. 1753.
Etimología
Ver: Sedum
stellatum: epíteto latino que significa "estrellado".
Sinonimia
- Anacampseros stellata (L.) Haw.
- Asterosedum stellatum (L.) Grulich
- Phedimus stellatus (L.) Raf.[4][5]

## Nombres comunes
- Castellano: siempreviva de hoja de verdolaga, vermicularia estrellada.[6]